# 光と私
「光と私」は、日本の歌手CHARAの18枚目のシングル。1998年10月21日にエピックレコードジャパンから発売された。

## 概要
- 前作「DUCA」から約3ヶ月ぶりのシングル。
- 表題曲「光と私」はワーナーランバート社「CALORIO」イメージ・ソングに起用された[1]。

## 収録曲
| 全作詞: Chara。 |                                       |       |                             |                          |      |
| #               | タイトル                              | 作詞  | 作曲                        | 編曲                     | 時間 |
| 1.              | 「光と私」                            | Chara | Chara/Tomoyuki Ishikawa     | Aurora Band              | 5:49 |
| 2.              | 「タイムマシーン (Acoustic Version)」 | Chara | Chara、吉村秀樹、名越由貴夫 | ホッピー神山、名越由貴夫 | 6:38 |

## 収録アルバム
- オリジナル『Strange Fruits』（1999年3月17日）
- ベスト『Caramel Milk 〜THE BEST OF CHARA〜』（2000年11月1日）
- オールタイム・ベスト『Naked & Sweet』（2016年11月16日）